# Concours Lépine
Pour les articles homonymes, voir Lépine.
Le Concours Lépine est un concours français d'inventions créé en 1901 par Louis Lépine (1846-1933), alors préfet de police de l'ancien département de la Seine.
Initié par le préfet Lépine, l'événement porte à partir du 30 septembre 1901 le nom d'« Exposition des jouets et articles de Paris », et donne lieu à une compétition devant un jury du 24 novembre au 8 décembre suivant. Ce concours devient annuel et est rebaptisé « concours Lépine » dès 1902.
Plusieurs inventions célèbres y ont été primées, dont notamment l'aspirateur Birum en 1907, le moulin à légumes manuel en 1931 à l'origine du succès de l'entreprise Moulinex, le jeu du Cochon qui rit (1934), le stylo à bille, le moteur à deux temps, le fer à repasser à vapeur, l'hélice à pas variable et les lentilles de contact.

## Histoire

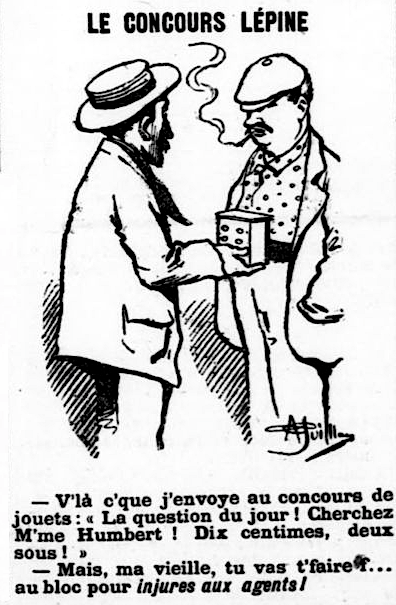
Caricature d'Albert Guillaume pour le concours de 1902, se moquant de l'Affaire Thérèse Humbert.

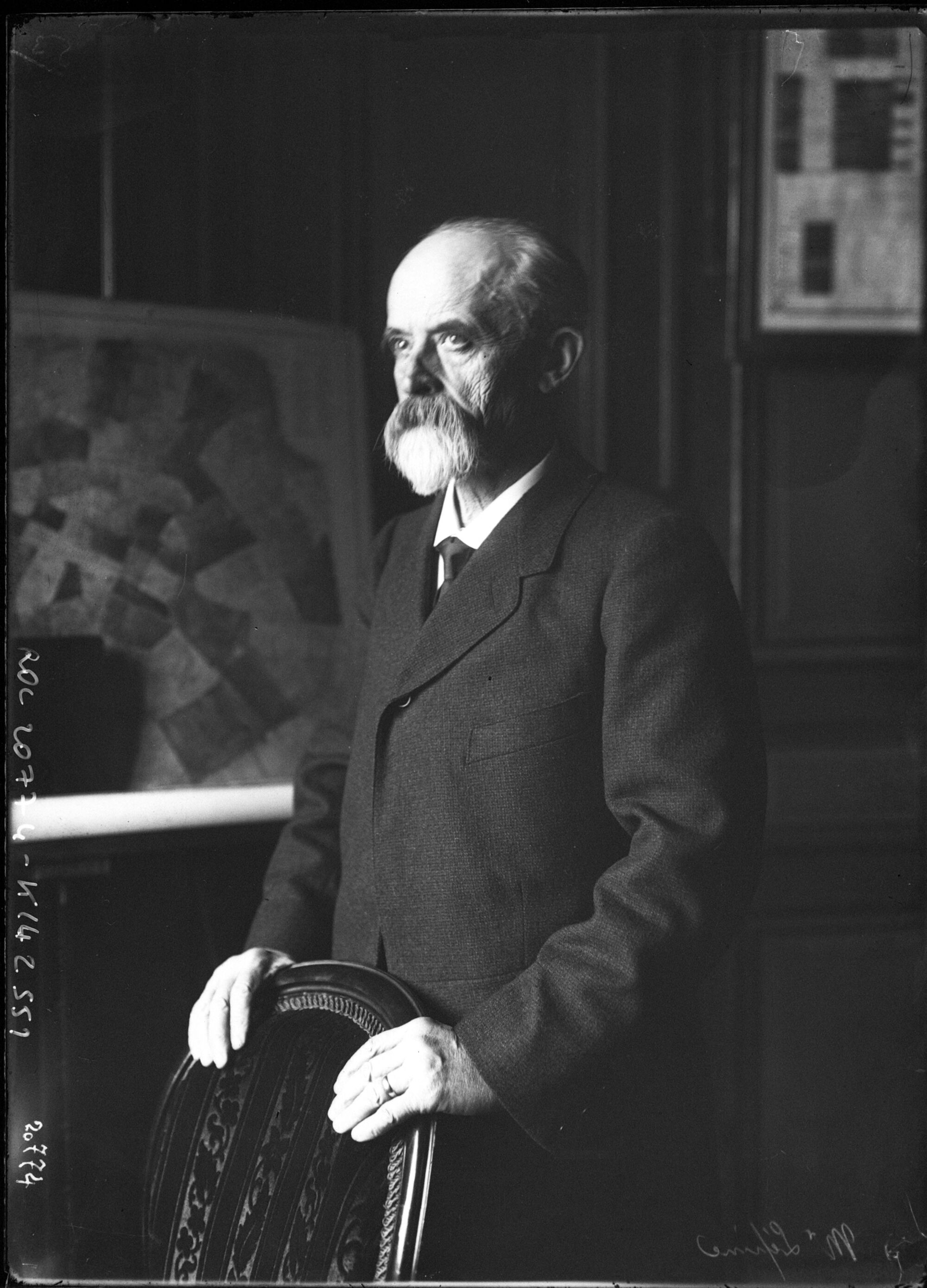
Louis Lépine, créateur du concours.

Affiche pour le 14e concours Lépine au Grand Palais d'Antin du 28 août au 4 octobre 1910.

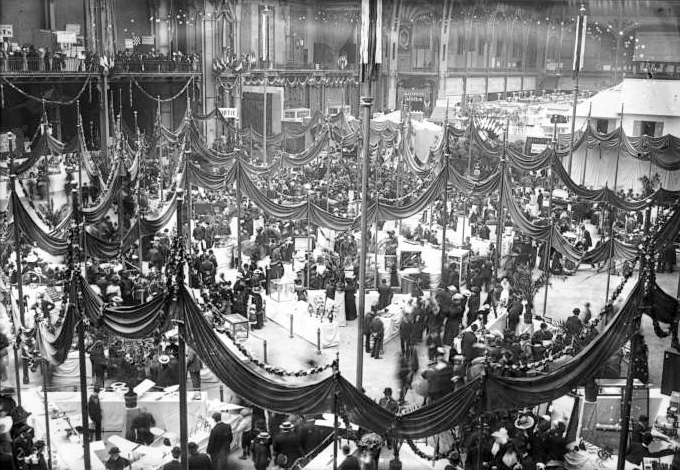
Les stands du concours Lépine au Grand Palais en 1912.

En 1900, les petits fabricants de jouets et d'articles de Paris, pourtant réputés internationalement pour leur qualité et leur inventivité, souffrent de la concurrence étrangère, notamment allemande. À de rares exceptions comme l'entreprise Kratz-Boussac, cet « artisanat en chambre » se concentre essentiellement dans le quartier du Temple et ses fabricants indépendants se mettent alors à vendre à la sauvette différentes babioles dans les quartiers fréquentés de Paris, concurrençant les boutiquiers et provoquant l'intervention croissante des hirondelles, les agents de police à bicyclette de la marque Hirondelle, corps récemment créé par le préfet Louis Lépine.
Par ailleurs, depuis 1876, existait à Paris, « l’Exposition permanente des inventions nouvelles », installée à l’angle des rues La Fayette et Laffite, reprise en 1889 par l'ingénieur civil Henri Farjas, qui souhaite développer une société de vulgarisation des inventions au moyen d’une exposition permanente des inventions nouvelles. Cette manifestation vise les industriels, les expositions internationales, et moins le grand-public et les « petits inventeurs et fabricants » qui se sentent isolés.
Émile Laurent, préfet hors cadre, adjoint de Lépine et secrétaire général de la préfecture de police, est ainsi alerté par les troubles à l'ordre public de ces petits fabricants et met au courant son supérieur de leur marasme. Le préfet, plutôt que de multiplier les rondes de police, met en place en 1901 un concours-exposition de jouets et de bibelots pour mieux faire découvrir leur travail et par contre-coup réglementer le commerce de rue. Il en rédige le règlement, fait passer des annonces dans la presse et publie des affiches pour attirer des nombreux candidats en octobre 1901, en vain. Émile Laurent a l'idée de faire bénéficier les concurrents d'une protection juridique de leur invention contre le plagiat : ce dépôt de brevet gratuit fait affluer les inscriptions : 370 candidats présentent pour la première édition le 23 novembre 1901 plus de 700 inventions dans le grand hall du tribunal de commerce.
La première exposition des jeux et jouets, quincaillerie, articles d'ameublement, de ménage, de sport, de mécanique, de TSF, de photographie, attire 125 000 personnes dont la femme du président de la République Émile Loubet.
À l'origine, un jury (élus municipaux, académiciens, scientifiques) distribue 50 médailles (or, vermeil, bronze, selon un modèle conçu par Étienne Victor Exbrayat) et offre un total de 7 000 francs-or en espèces dont 1 000 francs de récompense pour le premier prix, qui récompensa en 1901, l'inventeur d'un jeu de société, M. Challes (ou Chasles), également récipiendaire en 1902. Cette manifestation est identifiée par la presse dès novembre 1901, comme le « concours Lépine » du jouet.
Les années suivantes confirment ce succès. Le concours Lépine et la Société des petits fabricants et inventeurs français (SPFIF, devenue l'AIFF, Association des inventeurs et fabricants français) constituent une association loi de 1901 le 8 décembre 1901. La SPFIF devient l'organisatrice du concours dès 1902.
L'Association des petits fabricants et inventeurs français a été présidée de 1902 à 1904 par Édouard Seigneurie (1859-1917), officier de l'instruction publique et membre fondateur de l'association. En 1901, il avait obtenu une médaille d'argent au premier concours Lépine avec l'un des jouets qu'il avait inventé.
C'est Édouard Seigneurie qui, avec les moyens de l'association, organisa le concours Lépine au Jardin de Paris (esplanade des Champs-Élysées) en 1902. Le succès du concours fit connaître l'association dans le monde entier. Originaire de Caen, M. Seigneurie était venu se fixer à Paris où il avait fondé une maison pour la fabrication de jouets en bois. En septembre 1903, le concours occupe le Petit Palais. À partir de 1904, le concours s'ouvre pleinement aux petites inventions.
Le 21 avril 1912, la SPFIF devient une association reconnue d'utilité publique.
Le concours se déroule malgré la Première Guerre mondiale sauf en 1914 et 1915. En 1916, il s'ouvre à un jury d'enfants et les recettes sont en partie reversées aux œuvres des blessés du front, sous la houlette de René Vallery-Radot. En 1917, il est organisé dans les salles du jeu de paume du jardin des Tuileries et en 1918 au Petit Palais de Paris.
L'AIFF a l'idée de promouvoir le concours sur le modèle de la foire de Leipzig : la foire de Paris accueille le concours en 1929.
En 1936, le concours enregistre 650 000 entrées payantes.
En 1996, Gérard Dorey devient président du concours Lépine.
En 2005, Antoine Saucède et Matthieu Lapeyre, alors âgés de 15 ans, reçoivent le prix du président du jury. Ils sont les premiers mineurs à être récompensés par le concours Lépine pour leur « boîte aux lettres magique ».
En 2009, les organisateurs ont mis en place une « Avenue des femmes » afin de promouvoir les inventions créées par des femmes. Seules trois femmes (Florence Florit en 2001, Martine Losego en 2002 et Florence Poulet-Daumas en 2009) ont reçu à ce jour la plus haute distinction du concours depuis 1901. L'objectif est de montrer que l'invention n'est pas qu'une prérogative masculine et d'inciter les femmes à déposer les brevets à leur nom et non à celui de leur mari.
En 2015, Guillaume Rolland, âgé de tout juste 18 ans, reçoit le prix Léonard de Vinci décerné par Comexposium. Il est récompensé par le concours Lépine pour son réveil olfactif qui diffuse des odeurs de cappuccino, de menthe ou bien de jus d'orange à l'aide de capsules jetables.

## Organisation

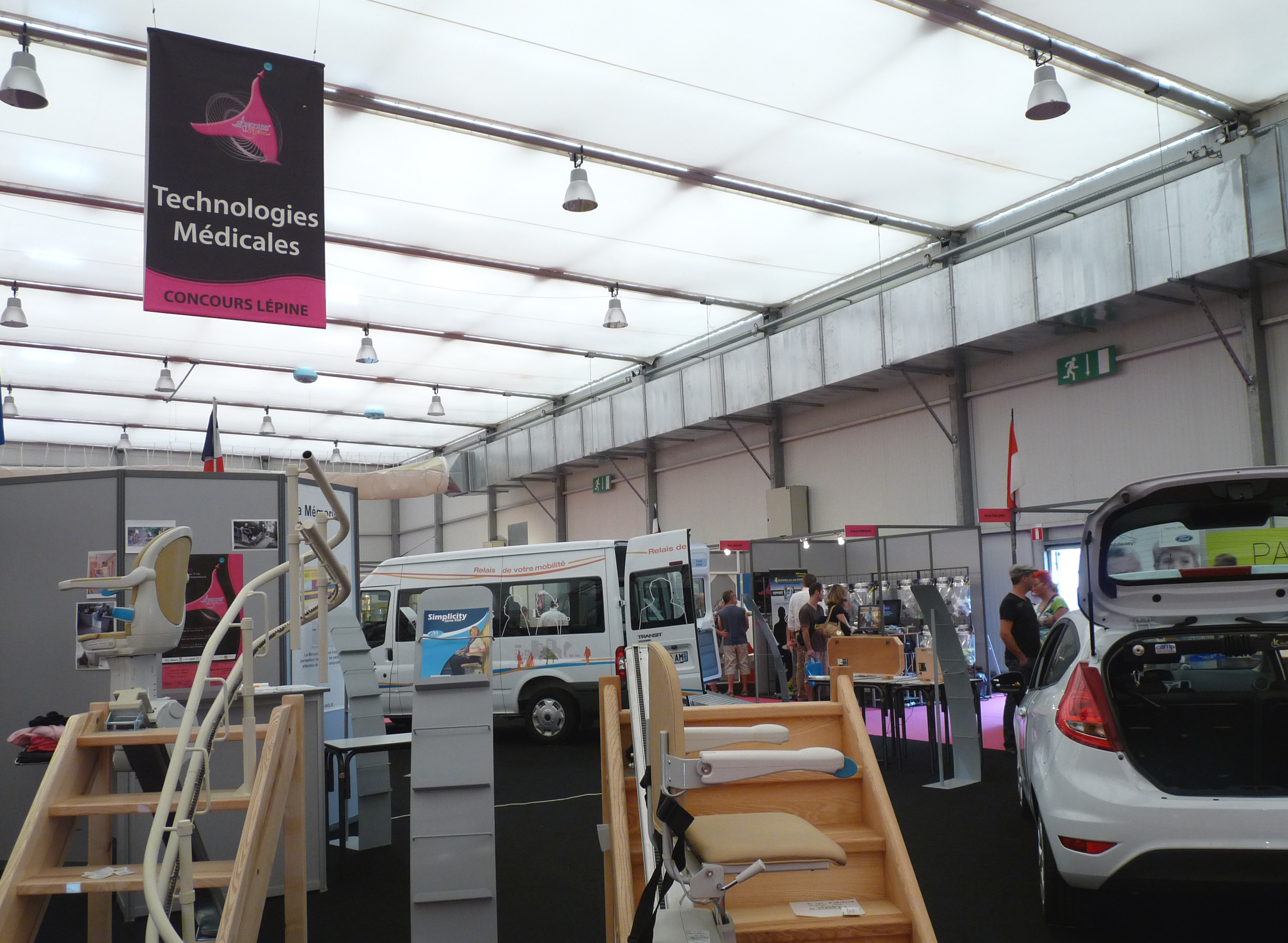
Technologies médicales au concours Lépine de Strasbourg (2010).

Logotype de l'édition 2023.

La participation au concours est soumise à plusieurs conditions : 
- un titre de propriété intellectuelle ou industrielle doit être déposé ;
- l'invention doit être matérialisée par un prototype ou une maquette ;
- l'inventeur doit être adhérent à l'AIFF ;
- louer un stand sur le site de la manifestation. Son objectif est de récompenser une invention originale[12].

En 2021, l'appellation « Concours Lépine » recouvre plusieurs manifestations :
- le concours Lépine international Paris, organisé au parc des expositions de la porte de Versailles dans le 15e arrondissement de Paris se déroule en même temps que la foire de Paris en étant intégré dans son espace d'exposition. La récompense majeure de ce concours est le prix du président de la République ;
- le concours Lépine européen de Strasbourg remis dans le cadre de la foire européenne ;
- le concours Lépine méditerranéen de Montpellier remis dans le cadre de la foire internationale de Montpellier ;
- le Salon des Jeunes Inventeurs et Créateurs de Monts en Indre-et-Loire ;
- l'International Invention Show and Technomart à Taipei à Taïwan.

En moyenne, environ la moitié des inventions présentées sont primées. Ainsi en 2009 ont été attribués à Paris 242 prix, médailles ou récompenses, dont 29 médailles d'or, 39 médailles d'argent et 67 médailles de bronze, auxquels il faut ajouter les différents prix attribués dans d'autres salons en France.
Si toutes les inventions disposant d'un titre de propriété industrielle ou intellectuelle peuvent être présentées au concours Lépine (dans les limites de la légalité), elles ne peuvent toutes être retenues pour être exposées lors du concours. Les 500 inventions effectivement sélectionnées le sont sur différents critères, notamment leur utilité et leur viabilité économique.

## Représentations culturelles

### Arts graphiques
Le Concours Lépine a donné lieu a de nombreuses productions d'affiches lithographiées à partir de 1912. Parmi les artistes convoqués, Robert Falcucci (1932) et Edgard Derouet (1934, 1937).

### Littérature
En 1968, le sociologue et philosophe français Jean Baudrillard décrit le concours Lépine dans son ouvrage Le Système des objets : « C'est toute la bricole du concours Lépine, qui sans jamais innover et par simple combinatoire de stéréotypes techniques, met au point des objets d'une fonction extraordinairement spécifiée et parfaitement inutile ».
Dans son ouvrage « Galipettes et cabrioles à l'Élysée » paru en 2008, l'écrivain français Thierry Desjardins écrit à propos du Président de la République Nicolas Sarkozy : « Arrêtez de sortir chaque jour de votre chapeau une idée nouvelle pour amuser la galerie. Vous n’êtes pas un bonimenteur du concours Lépine ».
Le concours Lépine est nommé dans le 245e des 480 souvenirs cités par Georges Perec dans Je me souviens.

### Philatélie
Le 27 avril 1991, La Poste française émet un timbre à l'occasion du 90e anniversaire de la création du concours.